# Discovery Bay (California)
Discovery Bay è un census-designated place degli Stati Uniti d'America, nello stato della California, nella Contea di Contra Costa. Nel 2010 contava 13.352 abitanti.
Discovery Bay è nota per il fatto che molte case possiedono delle banchine private che affacciano sul Delta del Sacramento.